# Heliodoxa rubinoides
Heliodoxa rubinoides е вид птица от семейство Колиброви (Trochilidae).

## Разпространение
Видът е разпространен в Боливия, Еквадор, Колумбия и Перу.